# Vlog
Vlog（英語：Video blog、Video log），是“blog”的变体，意思是“影片部落格”，也称为“影像网络日志”，也是網誌的一類。
Vlog作者以影片代替文字或相片，經營其個人網誌，上載與網友分享。主题非常广泛，可以是作者对一些问题的讨论，也可以是日常生活的琐碎小事。
Vlog类别在影片共享平台YouTube上很受欢迎。近年来，Vlog已发展成为社交媒体上的庞大社区，人们可以发布各式各样自己感兴趣的内容。Vlog是人们在生活的各个方面为他人提供帮助的一种独特方式。

## 歷史
這是個人網誌的歷史進化，由個人網頁到網誌，由八毫米實驗電影到Hi-8、BT分享、Web2.0、Youtube等。
纽约艺术家纳尔逊·沙利文（Nelson Sullivan）以录制纽约市和南卡罗来纳州周围的影像而闻名，这种影片早在1980年代就以Vlog风格出现。
2000年1月2日，亚当·孔特拉斯（Adam Kontras）发布了一支影片，想要向他的朋友和家人告知他来到洛杉矶从事演艺事业的经历，这支影片后来成为历史最悠久的Vlog系列的开篇之作。那年的11月，阿德里安·迈尔斯（Adrian Miles）发布了一段影片，内容是在静止图片上不断变动的文字，并稱之為“vog”。电影制片人和音乐家卢克·鲍曼（Luuk Bouwman）于2002年创立了现已不复存在的Tropisms.org网站，作为他上大学后旅行的影音日记，这是最早被称为Vlog或Videolog的网站之一。2004年，史蒂夫·加菲尔德（Steve Garfield）创立了自己的Vlog，并宣布该年为“Vlog之年”。
从2005年开始，Vlog的知名度开始大幅增长。最受欢迎的影片共享网站YouTube成立于2005年2月。该网站的联合创始人Jawed Karim在2005年4月上传了第一个YouTube片段，該影片为业余内容的类型定下了“日常”、“平凡”、“普通”的基调，这也已經成为YouTube的典型特征。